# The Reigate Squires
Pour plus de détails, voir Fiche technique et Distribution.
The Reigate Squires est un film britannique réalisé par George Ridgwell, sorti en 1922.

## Synopsis
Alors qu'il est en villégiature près de Reigate chez un ami de Watson, Sherlock Holmes va enquêter sur des vols et un assassinat survenus dans le voisinage.

## Fiche technique
- Titre original : The Reigate Squires
- Réalisation : George Ridgwell
- Scénario : Geoffrey H. Malins[1], Patrick L. Mannock[1], George Ridgwell[2], d'après la nouvelle Les Propriétaires de Reigate d'Arthur Conan Doyle
- Direction artistique : Walter W. Murton
- Photographie : Alfred H. Moise
- Montage : Leslie Britain
- Société de production : Stoll Picture Productions
- Société de distribution : Stoll Picture Productions
- Pays de production :  Royaume-Uni
- Langue originale : anglais
- Format : noir et blanc — 35 mm — 1,37:1 — Film muet
- Genre : Film policier
- Durée : deux bobines
- Date de sortie :
  - Royaume-Uni : mars 1922

## Distribution
- Eille Norwood : Sherlock Holmes
- Hubert Willis : Docteur Watson
- Teddy Arundell : Inspecteur Hopkins
- Richard Atwood : Alec Cunningham
- Edward O'Neill : Cunningham
- Arthur Lumley : Colonel Hayter
- Madame d'Esterre : Mme Hudson